# Quod hoc ineunte
Quod hoc ineunte ist eine Enzyklika von Papst Leo XII., mit der er am 24. Mai 1824 das Jahr 1825 zu einem universalen  Jubeljahr erklärte.
Papst Leo XII. stellte fest, dass am Anfang des Jahrhunderts das Jubeljahr wegen der „bösen“ Zeiten ausgelassen worden sei. Er verkünde daher, dass er, in Übereinstimmung mit den Überlieferungen, ein Jubeljahr abhalten wolle. Leo XII. bezeichnete das kommende Heilige Jahr als ein Jahr der Sühne und Verzeihung sowie als ein Jahr der Erneuerung in Christus. Im weiteren Verlauf der Enzyklika legte er den zeitlichen Ablauf für 1825 fest und erklärte die Ablassregeln, die während des Besuchs in Rom Gültigkeit besitzen würden. Abschließend rief er alle Katholiken in Rom auf, dieses Jahr zu unterstützen, er bat um Gastfreundschaft für die Pilger und ermahnte und ermunterte den Klerus zur tatkräftigen Mitarbeit.